# Greenbrier (Tennessee)
Greenbrier – miasto w Stanach Zjednoczonych, w stanie Tennessee, w hrabstwie Robertson.